# Grand Prix automobile de Saint-Marin
Le Grand Prix de Saint-Marin est une épreuve du championnat du monde de Formule 1 qui s'est disputée de 1981 à 2006 sur l'Autodromo Enzo e Dino Ferrari sur le circuit de la petite ville d'Imola, proche des monts Apennins en Italie,. Comme son nom ne l'indique pas, le Grand Prix de Saint-Marin a en effet lieu en Italie. Située à une centaine de kilomètres du circuit d'Imola, la République de Saint-Marin n'était qu'un prête-nom pour distinguer cette épreuve du Grand Prix d'Italie, organisé à Monza.

## Historique
Les environs d'Imola sont les lieux de production de plusieurs constructeurs automobiles, que sont Ferrari, Lamborghini et Maserati. Après la Seconde Guerre mondiale, la ville d'Imola lança un programme pour tenter de relancer l'économie locale. Quatre motoristes locaux enthousiastes proposent la construction d'une nouvelle piste reliant des routes ouvertes au public, déjà existantes, sur laquelle les constructeurs automobiles locaux pourraient tester leurs prototypes. La construction commence en mars 1950. Le premier test a lieu deux ans plus tard lorsqu'Enzo Ferrari met une voiture sur la piste.
En avril 1953, se déroule la première course de moto sur le circuit d'Imola ; la première course automobile se déroule en juin 1954. En avril 1963, a lieu la première course de Formule 1 sur le circuit d'Imola, mais celle-ci ne fait pas partie du championnat du monde. Cette course est remportée par Jim Clark sur une Lotus. Une autre course, ne comptant pas pour le championnat du monde, a lieu sur ce circuit en 1979, laquelle est remportée par Niki Lauda pour Brabham-Alfa Romeo.
En 1980, le Grand Prix d'Italie se déroule à Imola, lorsque la vieille piste de Monza tombe en disgrâce. Cette course est remportée par Nelson Piquet sur Brabham-Cosworth. L'année suivante, le Grand Prix d'Italie retourne à Monza, mais Imola accueille, pour la première fois, le Grand Prix de Saint-Marin, du nom de la proche République de Saint-Marin.
En 1994 plusieurs accidents dramatiques se produisent sur le circuit. Durant les essais libres du vendredi, Rubens Barrichello heurte les grillages de sécurité à 290 km/h dans la Variante Bassa : il perd conscience pendant plusieurs minutes et s'en tire finalement avec le nez cassé et un poignet fracturé. Le lendemain, durant la séance de qualification, le pilote autrichien Roland Ratzenberger perd son aileron avant, tire tout droit dans la courbe Villeneuve et s'encastre dans le mur. Les médecins du circuit ne prononceront son décès qu'à son arrivée à l'hôpital et non sur la piste, ce qui permet le maintien de la course le lendemain. Au sixième tour de l'épreuve, le triple champion du monde Ayrton Senna est victime de la rupture de sa colonne de direction dans la courbe rapide de Tamburello. Sa voiture heurte le mur et il meurt quelques heures plus tard. Ces événements entraînent, pour l'édition de 1995, la modification des virages Villeneuve et de Tamburello en chicanes et la suppression de la "Variante Bassa". Cela conduit également à un certain nombre de changements sur les autres circuits, et en Formule 1 en général, afin de rendre la discipline plus sûre.
Critiqué pour la désuétude de ses infrastructures, l'autodrome d'Imola fait l'objet depuis l'automne 2006 de grands travaux qui ont entraîné la disparition du GP de Saint-Marin du calendrier du championnat 2007. Malgré l'achèvement de ces travaux, le circuit n'a pas été retenu au calendrier du championnat du monde après 2008. 
Le 24 juillet 2020, la direction de la Formule 1 annonce que l'Autodromo Enzo e Dino Ferrari d'Imola retrouvera le championnat, quatorze années après sa précédente apparition. L'épreuve, baptisée Grand Prix d'Émilie-Romagne, est la troisième course prévue en Italie cette saison. Contrairement aux autres, cette course est prévue sur deux journées seulement (course le 1er novembre).  
- Meilleur tour en course : Michael Schumacher en 1 min 20 s 411 (2004, Ferrari)
- Record de la pole position : Jenson Button en 1 min 19 s 753 (2004, BAR-Honda)

## Palmarès
| Année | Vainqueur             | Écurie           | Circuit | Résultats |
| ----- | --------------------- | ---------------- | ------- | --------- |
| 1981  | Nelson Piquet         | Brabham-Ford     | Imola   | Résultats |
| 1982  | Didier Pironi         | Ferrari          | Imola   | Résultats |
| 1983  | Patrick Tambay        | Ferrari          | Imola   | Résultats |
| 1984  | Alain Prost           | McLaren-TAG      | Imola   | Résultats |
| 1985  | Elio De Angelis       | Lotus-Renault    | Imola   | Résultats |
| 1986  | Alain Prost           | McLaren-TAG      | Imola   | Résultats |
| 1987  | Nigel Mansell         | Williams-Honda   | Imola   | Résultats |
| 1988  | Ayrton Senna          | McLaren-Honda    | Imola   | Résultats |
| 1989  | Ayrton Senna          | McLaren-Honda    | Imola   | Résultats |
| 1990  | Riccardo Patrese      | Williams-Renault | Imola   | Résultats |
| 1991  | Ayrton Senna          | McLaren-Honda    | Imola   | Résultats |
| 1992  | Nigel Mansell         | Williams-Renault | Imola   | Résultats |
| 1993  | Alain Prost           | Williams-Renault | Imola   | Résultats |
| 1994  | Michael Schumacher    | Benetton-Ford    | Imola   | Résultats |
| 1995  | Damon Hill            | Williams-Renault | Imola   | Résultats |
| 1996  | Damon Hill            | Williams-Renault | Imola   | Résultats |
| 1997  | Heinz-Harald Frentzen | Williams-Renault | Imola   | Résultats |
| 1998  | David Coulthard       | McLaren-Mercedes | Imola   | Résultats |
| 1999  | Michael Schumacher    | Ferrari          | Imola   | Résultats |
| 2000  | Michael Schumacher    | Ferrari          | Imola   | Résultats |
| 2001  | Ralf Schumacher       | Williams-BMW     | Imola   | Résultats |
| 2002  | Michael Schumacher    | Ferrari          | Imola   | Résultats |
| 2003  | Michael Schumacher    | Ferrari          | Imola   | Résultats |
| 2004  | Michael Schumacher    | Ferrari          | Imola   | Résultats |
| 2005  | Fernando Alonso       | Renault          | Imola   | Résultats |
| 2006  | Michael Schumacher    | Ferrari          | Imola   | Résultats |

## Faits marquants
- GP de Saint-Marin 1982 : plusieurs écuries de la FOCA déclarant forfait, seulement 14 monoplaces prennent le départ. Les Ferrari de Gilles Villeneuve et Didier Pironi dominent la course quand elles reçoivent l'ordre de ralentir. Villeneuve pense alors que les positions sont figées jusqu'à l'arrivée mais Pironi le dépasse. Les deux pilotes Ferrari se livrent ensuite un duel acharné dont Pironi sort vainqueur après avoir doublé Villeneuve dans le dernier tour. Sur le podium, le Canadien ne cache pas sa rancœur vis-à-vis de son coéquipier, estimant qu'il lui a volé la victoire. C'est le dernier podium de Villeneuve qui se tue quinze jours plus tard sur le circuit de Zolder.
- GP de Saint-Marin 1983 : profitant de l'abandon de Riccardo Patrese, Patrick Tambay offre à Ferrari une nouvelle victoire à domicile.
- GP de Saint-Marin 1985 : Alain Prost s'impose mais est disqualifié pour cause de poids non réglementaire de sa McLaren-TAG Porsche. La victoire revient à Elio De Angelis devant Thierry Boutsen qui obtient son premier podium après avoir poussé son Arrows en panne d'essence jusqu'à la ligne d'arrivée.
- GP de Saint-Marin 1986 : Alain Prost mène la course depuis le début, mais sa McLaren s'immobilise dans le dernier tour, presque en panne d'essence ; le Français relance sa monoplace et s'impose, évitant de justesse la panne sèche.
- GP de Saint-Marin 1987 : Nigel Mansell s'impose alors que son coéquipier Nelson Piquet, victime d'un violent accident dans la courbe de Tamburello aux essais, a déclaré forfait pour la course.
- GP de Saint-Marin 1989 : la guerre entre Alain Prost et Ayrton Senna éclate au grand jour. Avant la course, les deux pilotes, qui occupent la première ligne sur la grille de départ, concluent un accord déclarant que celui qui prend la tête au départ la conservera jusqu'à l'arrivée. Prost prend le meilleur départ et la première place, mais Senna le dépasse au premier freinage et s'impose. La course est marquée par l'accident de Gerhard Berger dans la courbe de Tamburello qui entraine l'interruption de l'épreuve.
- GP de Saint-Marin 1990 : devant son public, Riccardo Patrese remporte sa première victoire en Formule 1 depuis sept ans.
- GP de Saint-Marin 1994 : cette édition est marquée par de nombreux accidents et la mort de deux pilotes. Lors des essais du vendredi, Rubens Barrichello se blesse au poignet dans l'accident de sa Jordan Grand Prix. Roland Ratzenberger se tue lors des qualifications. Au départ de la course, Pedro Lamy percute la Benetton de JJ Letho qui a calé sur la grille de départ : des débris des deux voitures retombent sur les tribunes et blessent des spectateurs. La course est neutralisée derrière la voiture de sécurité qui relâche le peloton au 6e tour. Un tour plus tard, la Williams FW16 d'Ayrton Senna, en tête de la course, tire tout droit dans la courbe de Tamburello et tape violemment le mur. Le Brésilien est extrait de sa voiture sans connaissance et transporté par hélicoptère à l'hôpital de Bologne où il meurt quelques heures plus tard. Arrêtée sur drapeau rouge après l'accident de Senna, la course reprend et voit un ultime incident lors du ravitaillement de Michele Alboreto, sa roue arrière droite se détache, fauchant plusieurs mécaniciens dans les stands.
- GP de Saint-Marin 1995 : un an après l'accident mortel d'Ayrton Senna sur le circuit d'Imola, tous les pilotes lui rendent hommage. La course est remportée par son ancien coéquipier Damon Hill qui prend, pour la première fois de sa carrière, la tête du championnat du monde de Formule 1.
- GP de Saint-Marin 1999 : Mika Häkkinen, en pole position, semble parti pour s'imposer quand il abandonne sur sortie de piste. Michael Schumacher s'impose et offre à Ferrari sa première victoire sur l'Autodromo Enzo e Dino Ferrari depuis 16 ans.
- GP de Saint-Marin 2001 : Ralf Schumacher remporte sa première victoire en Formule 1, la première d'une Williams F1 Team depuis quatre ans. Il devient le premier pilote à rejoindre son frère au palmarès des vainqueurs de Grand Prix.
- GP de Saint-Marin 2003 : alors qu'ils ont appris le décès de leur mère le matin de la course, les frères Schumacher s'élancent en première ligne. Michael Schumacher remporte sa première victoire de la saison dans ce contexte douloureux.
- GP de Saint-Marin 2005 : Fernando Alonso remporte sa troisième victoire consécutive après avoir résisté aux attaques de Michael Schumacher, pourtant plus rapide, dans les derniers tours de la course. Troisième et cinquième à l'arrivée, Jenson Button et Takuma Satō sont disqualifiés pour poids non conforme de leurs monoplaces. Leur écurie, British American Racing, reçoit en plus une suspension pour les deux courses suivantes pour tricherie.